# 1914

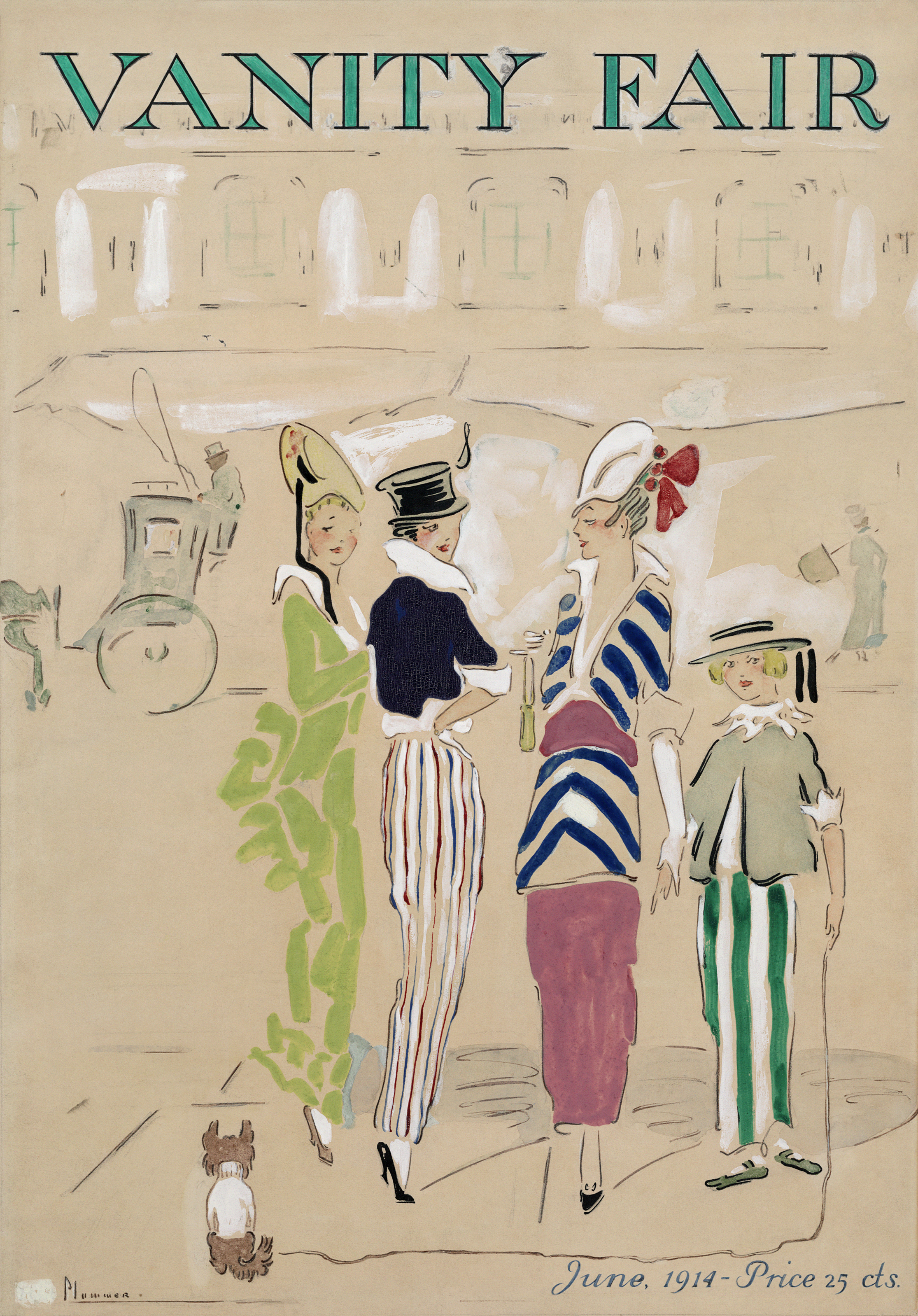
Cover van Vanity Fair magazine, editie van juni 1914.

1914 is een jaartal volgens de christelijke jaartelling.

## Gebeurtenissen
januari
- 1 - De eerste regelmatige luchtlijn ter wereld wordt in Florida tussen Saint Petersburg en Tampa in bedrijf genomen en uitgevoerd met een vliegboot. Op de eerste vlucht zit naast de piloot de eerste betalende passagier in de luchtvaart: Abram Pheil, oud-burgemeester van St. Petersburg (Florida).
- 1 - Invoering van een standaard profiel van vrije ruimte voor Europa dat tijdens de Bernse conventie is vastgesteld met een maximale hoogte van 4280 mm.
- 1 - Zaandam wordt de eerste Nederlandse gemeente met een socialistische burgemeester. De regering benoemt het Kamerlid Kornelis ter Laan in het rode bolwerk.
- 1 - Rotterdam koopt het dorp Hoek van Holland van de gemeente 's-Gravenzande. Het zal er riolering en straatverlichting aanleggen.
- 8 - (Verenigd Koninkrijk) - In een Londens ziekenhuis wordt voor het eerst radium gebruikt bij de behandeling van kanker.
- 16 - (Rusland) - Na een verbanning van acht jaar wegens revolutionaire activiteiten krijgt Maksim Gorki gratie.
- 21 - De Britse, uit Fleetwood afkomstige, trawler FD 141 Doris, op weg van Fleetwood naar de visgronden ten westen van Schotland raakt voor de kust van Skye in een zware storm en vergaat. Alle tien opvarenden komen om het leven.

februari
- 8 - De Duitser Karl Ingold vestigt met zijn dubbeldekker een wereldrecord vliegduur: 16 uur en 20 minuten.
- 9 - Charlie Chaplin introduceert zijn typetje The Tramp in de stomme film Mabel's Strange Predicament.
- 14 - Southampton - De RMS Britannic wordt te water gelaten met 48.158 brt, nog iets groter dan de Titanic (46 328 brt), in de vaart genomen.

maart
- 10 - (Italië) - Met het aftreden van de liberale minister-president Giovanni Giolitti eindigt de hervormingsperiode die begon in 1903. Deze leidde onder meer tot grote economische en industriële vooruitgang.
- 10 - Een dag nadat  in Londen Emeline Pankhurst weer eens is gearresteerd, vernielt de Canadese suffragette Mary Richardson in de National Gallery het schilderij Venus voor de spiegel van Velázquez.
- 16 - De Oostenrijkse minister-president Karl von Stürgkh ontbindt het parlement, de Rijksraad, en regeert verder per decreet.
- 18 - In Oudenrijn opent het eerste homeopathische ziekenhuis in een gloednieuw gebouw, gelegen te midden van bossen en weilanden.
- 25 - De sociaaldemocraat Floor Wibaut wordt gekozen tot wethouder volkshuisvesting van Amsterdam.
- 28 - Eerste Belgische radio-uitzending.
- 31 - Ferdinand von Zeppelin bewijst met een nieuw wereld-hoogterecord van 3065 meter het prestatievermogen van zijn luchtschepen.

april
- 14 - De jeugdige Mexicaanse piloot Gustavo Salinas stijgt met een vliegtuig op om enige zelfgemaakte bommen te laten vallen op het oorlogsschip Cañonero Guerrero in de Golf van Californië. Daar dit schip uiteraard geen luchtafweer heeft, wordt het gedwongen zich terug te trekken. Het is de eerste luchtaanval in de geschiedenis.
- 15 - De grootste drijvende kraan ter wereld, met een hefvermogen van 250 ton, komt in Wilhelmshaven in bedrijf.
- 15 - (Duitsland) - Hermann Hesse publiceert zijn roman Rosshalde.
- 16 - Charlie Chaplin maakt zijn eerste avondvullende film (Tillies mislukte romance) bij Mack Sennett.
- 20 - De staking van mijnwerkers in Colorado leidt tot het Bloedbad van Ludlow waar in totaal 25 mensen bij omkomen.
- 21 - (Mexico) - Eenheden van de Amerikaanse marine bezetten de havenstad Veracruz. Op de achtergrond speelt de Amerikaanse interesse in de exploitatie van de Mexicaanse olievelden een rol.
- april - De vredespartijen, radicalen en socialisten winnen de verkiezingen in Frankrijk.

mei
- 2 - (VS) - De Amerikaan Edward Beeson verbetert in Berkeley het wereldrecord hoogspringen met een sprong over 2,02 meter.
- 19 - De wet Poullet introduceert de leerplicht voor alle kinderen tussen 6 en 12 jaar in België en stipuleert dat de leeftijdsgrens zal verhoogd worden tot 13 en vervolgens 14 jaar. Tevens wordt het Medisch Schooltoezicht opgericht, om de kritiek tegen te gaan dat een (verplichte) concentratie van kinderen tot ongezonde situaties zal leiden.
- 29 - Het Canadese passagiersschip s.s. Empress of Ireland zinkt na aanvaring in de Saint Laurens Seaway. 1024 opvarenden komen om het leven.
- Henk Sneevliet richt de Indische Sociaal-Democratische Vereeniging op.

juni
- 2 - In  Londen presenteert de natuurkundige Archibald Low zijn eerste televisietoestel. Het brengt 1500 beelden per minuut over.
- 3 - In België fuseert de vakbondskrant Volkstribuun met De Werker tot de Volksgazet.
- 11 - 23 Inname van Zacatecas in Mexico: De troepen van Pancho Villa weten de stad Zacatecas in te nemen op het federale leger van de dictator generaal Victoriano Huerta, wat het begin van het einde betekent voor diens régime.
- 15 - In Durrës (Albanië) sneuvelt de Nederlandse majoor Lodewijk Thomson, de leider van een Nederlandse vredesmissie in het jonge koninkrijk Albanië.
- 18 - (Frankrijk) - In Parijs verbetert de Zwitser Oscar Egg het werelduurrecord wielrennen. In een uur legt hij een afstand van 44,247 km af.
- 23 - (Frankrijk) - Op de zestiende zitting van het IOC in Parijs wordt de Olympische vlag met de vijf ringen voor het eerst officieel gehesen.
- 25 - De grens over Timor tussen het Nederlandse en het Portugese deel wordt bij arbitrage vastgesteld door de Zwitserse ambassadeur in Parijs.
- 28 - (Sarajevo) - Moordaanslag op aartshertog Frans Ferdinand van Oostenrijk-Este, de troonopvolger van Oostenrijk-Hongarije en aartshertogin Sophie door de Servische nationalist Gavrilo Princip. Beiden komen om het leven. Dit vormde de directe aanleiding tot het uitbreken van de Eerste Wereldoorlog.
- 29 - (Oostenrijk-Hongarije) - De Oostenrijkse stafchef Conrad von Hötzendorf bepleit oorlog tegen Servië.

juli
- 4 - Het herenenkelspel op Wimbledon wordt gewonnen door de Australiër Norman Brooks, het damesenkelspel wordt gewonnen door Dorothea Lambert-Chambers.
- 5 - Kroonraad in Berlijn; verlening van de zogenaamde "Blanco cheque": Duitsland zal Oostenrijk-Hongarije steunen in elke actie die het tegen Servië neemt.
- 15 - In de Berner Alpen wordt de 14,6 km lange Lötschbergspoortunnel geopend.
- 16 - De Franse bokser Georges Carpentier verslaat in Londen de wereldkampioen zwaargewicht 'Gunboat' Smith in de zesde ronde.
- 23 - Oostenrijk-Hongarije overhandigt een ultimatum aan Servië. Het land krijgt 48 uur om te voldoen aan een aantal onmogelijke Oostenrijkse eisen. Een oorlog lijkt onvermijdelijk. (Juli-ultimatum)
- 24 - Rusland besluit tot premobilisatie in de vier militaire districten grenzend aan Oostenrijk-Hongarije.
- 25 - Servië accepteert het grootste deel van het ultimatum, maar wijst enkele essentiële punten af. Oostenrijk-Hongarije antwoordt met gedeeltelijke mobilisatie.
- 26 - De Noorse Zeemanskerk in Rotterdam wordt ingewijd door bisschop Erichsen uit Bergen.
- 28 - Oostenrijk-Hongarije verklaart de oorlog aan Servië. Hiermee begint de Eerste Wereldoorlog.
- 28 - De eerste steenkool komt naar boven uit de Steenkoolmijn van Winterslag.
- 29 - Troepen van Oostenrijk-Hongarije bombarderen Belgrado.
- 30 - Rusland mobiliseert ter bescherming van hun bondgenoot Servië.
- 31 - Koningin Wilhelmina der Nederlanden tekent het besluit tot mobilisatie: "Alle miliciens en landweermannen met spoed opkomen". Generaal Snijders wordt benoemd tot opperbevelhebber.
- 31 - Duitsland eist van Frankrijk een neutraliteitsverklaring.
- 31 - Oostenrijk-Hongarije mobiliseert geheel.
- 31 - (België) - Om 19.00 uur besluit de Belgische regering tot algemene mobilisatie.
- 31 - (Frankrijk) - De socialistische leider Jean Jaurès, een van de populairste pacifisten van Europa, wordt in Parijs vermoord door een nationalist.
- 31 - Het Verenigd Koninkrijk vraagt Frankrijk en Duitsland of zij beloven de Belgische neutraliteit niet te schenden. Frankrijk reageert positief, Duitsland reageert niet.

augustus

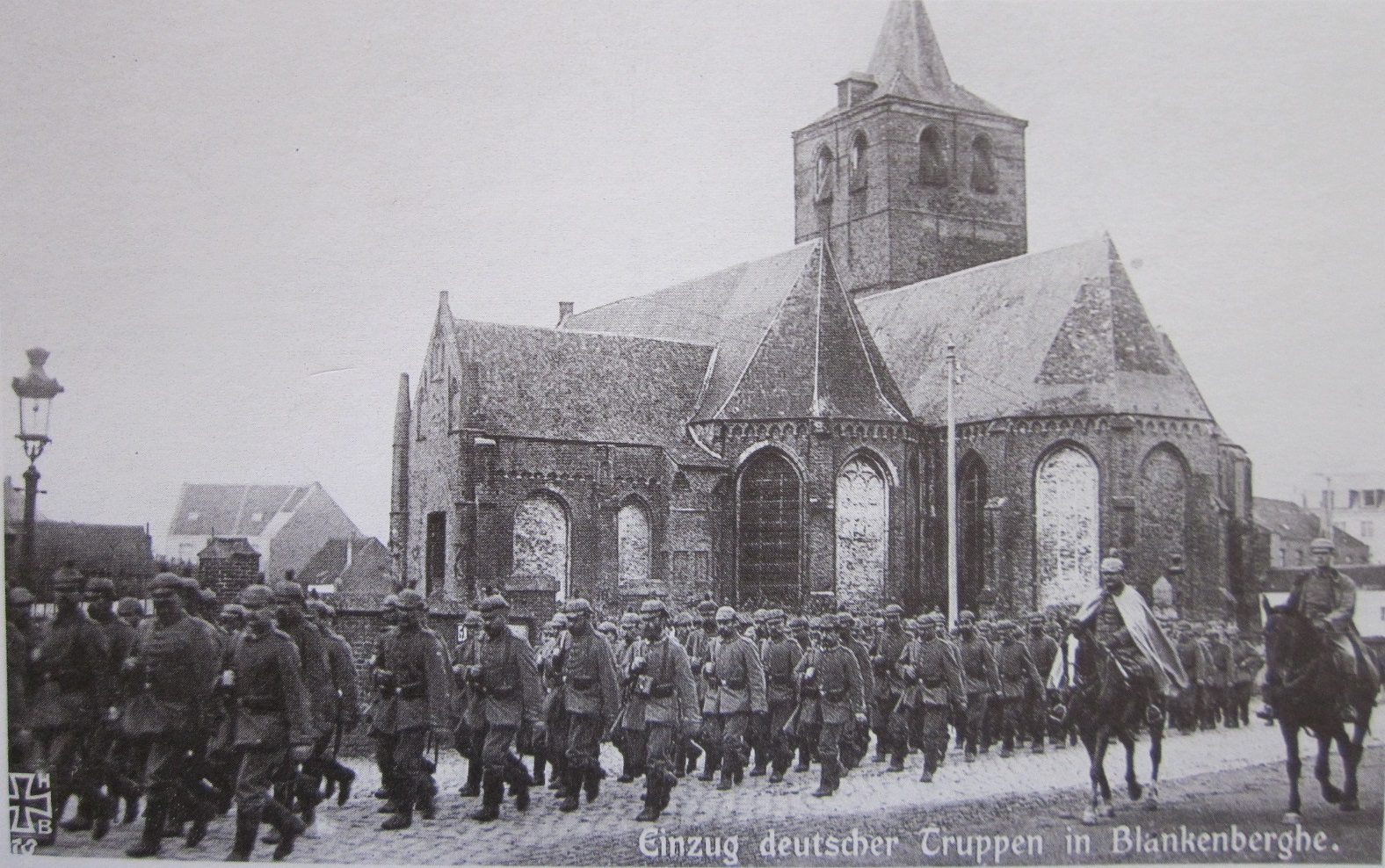
De Duitse troepen in Blankenberge

- 1 - Per ultimatum eist Duitsland dat Rusland zijn mobilisatie ongedaan maakt.
- 1 - 12.00 uur; Rusland geeft geen gehoor aan het Duitse ultimatum. Frankrijk verwerpt noch aanvaardt de Duitse eis tot neutraliteit.
- 1 - 16.00 uur; Frankrijk mobiliseert.
- 1 - 17.00 uur; Duitse oorlogsverklaring aan Rusland.
- 1 - 19.00 uur; Duitsland kondigt algemene mobilisatie af.
- 1 - Duitsland valt Luxemburg binnen.
- 2 - Koning Albert neemt het opperbevel over het Belgische leger op zich.
- 2 - Duitsland eist van België vrije doorgang om, zoals werd gesteld, een Franse inval te verhinderen.
- 3 - Om 18.30 verklaart Duitsland Frankrijk de oorlog.
- 3 - België verwerpt het Duits ultimatum.
- 3 - Het Verenigd Koninkrijk mobiliseert en verklaart het schenden van de Belgische neutraliteit als een casus belli te beschouwen.
- 3 - (Italië) - De regering in Rome verklaart zich neutraal en weigert aan de oorlog te gaan deelnemen aan de zijde van de andere partners in het Drievoudig Verbond, Duitsland en Oostenrijk-Hongarije.
- 3 - Het Ottomaanse Rijk legt mijnen in de Dardanellen, hoewel het (nog) niet aan de oorlog deelneemt.
- 4 - De Duitse opmars door België tijdens de Eerste Wereldoorlog begint met een slingerbeweging via het noorden, het Schlieffenplan.
- 4 - Het Verenigd Koninkrijk verklaart de oorlog aan Duitsland.
- 4 - Zweden verklaart zich neutraal in de uitbrekende Europese oorlog.
- 5 - Het Duitse Rijk begint zijn aanval op Luik en de omliggende forten.
- 6 - Oostenrijk-Hongarije verklaart de oorlog aan Rusland.
- 6 - Servië verklaart Duitsland de oorlog.
- 6 - Franse koloniale troepen vallen Duits Togoland binnen, een week later gevolgd door de Britten.
- 7 - Russische troepen vallen Oost-Pruisen binnen.
- 7 - De Duitsers trekken Luik binnen.
- 7 - Britse en Franse troepen trekken Togoland binnen en bezetten het.
- 8 - De Fransen vallen Duitsland aan en bezetten Mulhouse.
- 8 - Zweden en Noorwegen garanderen elkaars neutraliteit.
- 9 - De Duitsers gaan in de tegenaanval en veroveren Cernay.
- 10 - De Duitsers heroveren Mulhouse.
- 12 - In de Slag der Zilveren Helmen behaalt het Belgische leger een overwinning op de Duitsers.
- 12 - Het Verenigd Koninkrijk en Frankrijk verklaren de oorlog aan Oostenrijk-Hongarije.
- 12 - Aan de Coolsingel wordt de eerste paal geslagen voor het nieuwe Stadhuis van Rotterdam.
- 12 - Het leger van Oostenrijk-Hongarije valt Servië binnen.
- 12 - De eerste Britse troepen landen in Frankrijk.
- 12 - De Britten en Franse richten zeeblokkades op langs de Duitse en Oostenrijkse kust.
- 14 - In Mexico wordt in de Verdragen van Teoloyucan de overdracht van de macht geregeld door interim-president Carvajal aan de opstandelingenleider Carranza. Het Federaal Leger, een van de strijdende partijen in de Mexicaanse burgeroorlog, wordt ontbonden.
- 15 - (Panama) - Na een bouwtijd van 30 jaar kan de scheepvaart het 81,6 km lange Panamakanaal in gebruik nemen. Het Amerikaanse stoomschip Ancona vaart als eerste door het kanaal.
- 16 - (Begin van de) Slag bij Cer, waarbij de Serviërs de Oostenrijkers vernietigend verslaan.
- 17 - De Duitsers onder generaal Hermann von François gaan in de aanval tegen Rusland.
- 18 - Begin Russische aanval op Galicië.
- 20 - Duitse troepen bezetten Brussel.
- 20 - Slag bij Gumbinnen: De Russen verslaan de Duitsers, die zich met zware verliezen moeten terugtrekken. De Duitsers trekken zich ver terug, en ontruimen Oost-Pruisen.
- 22 - Op één dag sneuvelen 27.000 Franse soldaten in diverse mislukte offensieven.
- 23 - Na het uitschakelen van de Franse weerstand executeren de Duitsers in totaal 674 inwoners van Dinant. onder wie 26 mannen tussen 65 en 75 jaar, 76 vrouwen, en 37 kinderen.
- 23 - Slag bij Bergen: Voor het eerst in de oorlog staan Duitse en Britse troepen tegenover elkaar. Aanvankelijk weten de Britten een numerieke Duitse overmacht tegen te houden, maar de komst van Duitse artillerie doet de slag in hun voordeel omslaan en de Britten moeten zich terugtrekken.
- 23 - Japan verklaart Duitsland de oorlog.
- 24 - Alle Oostenrijkse troepen hebben zich uit Servië teruggetrokken.
- 24 - Vliegende maandag: duizenden Vlamingen slaan op de vlucht op het gerucht, dat Belgische mannen door de oprukkende Duitsers als schild worden gebruikt.
- 25 - Duitse Uhlanen richten bloedbad aan onder burgerbevolking te Zemst.
- 25-29 - Duitse troepen richten een bloedbad aan onder de bevolking van Leuven en verwoesten de stad.
- 26 - Instelling van het Keizerlijk Duits Algemeen Gouvernement België voor België, gevestigd in het Koninklijk Paleis van Brussel.
- 26 - De Britten en Fransen veroveren de Duitse kolonie Togoland.
- 28 - De Slag bij Helgoland is de eerste zeeslag van de Eerste Wereldoorlog. De Britten verslaan de Duitsers, en drie Duitse kruisers worden gezonken.
- 29 - Nieuw-Zeeland bezet Duits Samoa en het radiostation aldaar.
- 30 - Duitsland verslaat Rusland in de slag bij Tannenberg.

september
- 2 - Japan begint een beleg van Tsingtao, de Duitse kolonie in China.
- 3 - Als opvolger voor de overleden paus Pius X wordt markies Giacomo della Chiesa gekozen als paus Benedictus XV.
- 3 - De Russen veroveren Lemberg.
- 5 - Begin van de Eerste Slag bij de Marne waarin de Britten en Fransen proberen de Duitse opmars tot staan te brengen.
- 7-14: Eerste Slag bij de Mazurische Meren: De Duitsers verslaan de Russen, die teruggedreven worden naar hun eigen grondgebied.
- 9 - Het wonder van de Marne: De Britten en Fransen winnen de Slag bij de Marne, en de Duitsers beginnen met een terugtrekking.
- 11 - Na ruim twee weken van gevechten, bekend als de Slag bij Lemberg, valt Lemberg in Russische handen.
- 12-15 - Eerste Slag bij de Aisne - De Duitsers beëindigen hun terugtrekking bij de Aisne en graven zich in. De Fransen en Britten vallen aan, maar geen van beide partijen boekt een overwinning. Ook de geallieerden graven zich in, en de loopgravenoorlog en de Race naar de Zee beginnen.
- 14 - Helmuth von Moltke neemt ontslag als stafchef van het Duitse leger. Hij wordt opgevolgd door Erich von Falkenhayn.
- 15 - De voormalige Boerengeneraal Koos de la Rey wordt nabij Johannesburg door een politieman doodgeschoten. In de gespannen sfeer van deze tijd wordt dit incident door veel Boers beschouwd als een aanslag.
- 18 - De Government of Ireland Act stelt een eigen parlement in voor Ierland met verregaande bevoegdheden. Tegelijk wordt echter ook de Suspensory Act van kracht, die de daadwerkelijke implementatie van de wet uitstelt tot na het einde van de oorlog.
- 22 - Drie Britse pantserkruisers (Aboukir, Hogue en Cressy) worden binnen anderhalf uur getorpedeerd door de Duitse onderzeeër U 9. Hierbij komen 1459 mensen om het leven.
- 26 - De Russen beginnen het beleg van het stadsfort Przemysl.
- 26 - Troepen van Duits Zuidwest-Afrika verslaan een numeriek veel sterker Zuid-Afrikaans leger in de Slag bij Sandfontein.
- 28 - Begin van het Beleg van Antwerpen (1914), dat eindigde op 9 oktober.

oktober
- 1 - De filmpionier Oskar Messter vertoont in Berlijn het eerste weekjournaal.
- 1 tot 6 - Het offensief van het Duitse Zesde Leger wordt ten noorden van de Somme tegengehouden door de Fransen onder leiding van generaal Ferdinand Foch.
- 4 - Het centrum van Lanaken wordt door de Duitsers in brand gestoken, deels als vergelding voor het verzet van een Belgische vrijwilligersgroep onder leiding van burgemeester Edgard de Caritat de Peruzzis.
- 4 - Een groep van 93 vooraanstaande Duitse intellectuelen publiceert de Aufruf an die Kulturwelt, waarin Duitse schuld aan het uitbreken van de oorlog en Duitse oorlogsmisdaden worden ontkend.
- 9 - Antwerpen valt in handen van de Duitsers.
- 10 - De Nederlandse minister van Oorlog besluit tot het inrichten van interneringskampen, om gevluchte militairen uit de oorlogvoerende landen te kunnen opvangen volgens de richtlijnen voor neutrale staten van de Haagse Conventie.
- 12 - Gent valt in Duitse handen.
- 12 - De Duitsers bereiken Warschau, op dit moment hun belangrijkste doel in het oosten, maar kunnen de stad niet innemen.
- 13 - Rijsel valt in Duitse handen.
- 14 - Brugge valt in Duitse handen.
- 18 - Met de Slag om de IJzer en om Ieper komt er eind aan de Race naar de Zee en begint de loopgravenoorlog.
- 20 - Begin van de Eerste Slag om Ieper die zal eindigen op 22 november
- 20 tot 22 - Lombardsijde is het toneel van zware gevechten. Het dorp wordt vernield en door de Duitsers ingenomen, maar ondanks de numerieke meerderheid van de Duitsers, slaagt het 9de-Linieregiment er in om Lombardsijde te heroveren.
- 25 - Koning Albert I en zijn oorlogsstaf besluiten tot inundatie van de IJzervlakte, waardoor een Duitse doorbraak in de Slag om de IJzer wordt voorkomen.
- 27 - Brits-Indische troepen voorkomen een Duitse doorbraak bij Neuve-Chapelle.
- 28 - Gavrilo Princip, de moordenaar van aartshertog Frans Ferdinand van Oostenrijk, wordt in Sarajevo veroordeeld tot een gevangenisstraf van twintig jaar.
- 29 - De Turkse vloot, die nu onder leiding staat van de Duitse vice-admiraal Wilhelm Souchon, beschiet de Russische havens van Odessa, Sebastopol en Theodosia. Daarmee doet het Ottomaanse rijk zijn intrede in de oorlog.
- 29 - Na enkele vergeefse pogingen om het gebied tussen Nieuwpoort - Diksmuide en de IJzer onder water te zetten, zetten de schipper Hendrik Geeraert en de kapitein van het Belgische opperbevel Fernand Umé de grote overlaat van de Noordvaart in de Ganzepoot open.
- 31 - De Duitsers veroveren Geluveld, maar het dorp wordt later op dezelfde dag door de Britten heroverd.

november
- 1 - Rusland verklaart het Ottomaanse Rijk de oorlog.
- 1 - Slag bij Coronel: De Duitse vloot verslaat de Britse bij de kust van Chili.
- 2 - Russische troepen vallen het Ottomaanse Rijk binnen, het Bergmannoffensief.
- 3 - Een groot interneringskamp wordt bij Zeist uit de grond gestampt, op grondgebied van de gemeente Soest, voor Belgische militaire oorlogsvluchtelingen.
- 3 - De Britten en Fransen bombarderen de Dardanellen, hoewel ze nog niet officieel de oorlog hebben verklaard aan het Ottomaanse Rijk.
- 3-5 - Slag bij Tanga: De Duitsers in Duits Oost-Afrika verslaan een grote Britse overmacht.
- 5 - Met de Oorlog in de Zwarte Zee verklaart het Ottomaanse Rijk de oorlog aan de Triple Entente. Als represaille annexeert het Verenigd Koninkrijk, Cyprus, dat het al decennia in bezit heeft, maar dat formeel nog Ottomaans gebied is.
- 6 - De Oostenrijkers vallen opnieuw Servië binnen.
- 8 - De Britten veroveren Fao, het belangrijkste Ottomaanse fort aan de Perzische Golf.
- 11 - Sultan Mehmet V roept op tot een jihad tegen de Geallieerden.
- 11 - Duitse legers slaan een bres in de Russische legers langs de Wisła. De Russen trekken zich terug naar Łódź. Begin van de Slag bij Łódź.
- 16 - De Oostenrijkers vallen Servische verdedigende posities langs de Kolubara aan. Begin van de Slag aan de Kolubara.
- 16 - De Russen vallen Krakau aan.
- 18 - Slag bij Łódź: De Duitsers bereiken Łódź, en gaan ook daar in de aanval.
- 21 - Einde van de Slag om Basra. De Britten bezetten Basra.
- 22 - Bij het Duitse eindoffensief bij de Eerste Slag om Ieper, schieten ze de stad aan flarden. De Lakenhalle van Ieper staat in brand.
- 24 - Oprichting in Nederland van de Nederlandsche Overzee Trust Maatschappij. Het is een naamloze vennootschap, opgezet door Nederlandse kooplieden, reders en bankiers onder leiding van C.J.K. van Aalst en heeft als taak om tegenover de oorlogvoerende mogendheden te garanderen, dat de aan haar geadresseerde goederen uitsluitend voor binnenlands gebruik zijn bestemd.
- 26 - Een Oostenrijkse poging de Kolubara en Saava over te steken, wordt door de Serviërs teruggeslagen. Het Oostenrijkse offensief in Servië komt tot stilstand.
- 29 - In een poging hun front te verkorten, verlaten de Servische troepen hun hoofdstad Belgrado.
- november - De uitgever van de zangbundel Kun je nog zingen, zing dan mee laat vijfduizend exemplaren verspreiden op de Nederlandse kazernes voor de gemobiliseerde soldaten.

december
- 1 - Slag bij Limanova: De Oostenrijkers onder Conrad von Hötzendorf gaan in de tegenaanval tegen de Russen en drijven ze terug, daarmee de Russische dreiging tegen Krakau opheffend.
- 1 - De Oostenrijkers bezetten Belgrado.
- 3 - De Serviërs verslaan de Oostenrijkers bij Aranđelovac, en de Oostenrijkers worden tot terugtocht gedwongen.
- 6 - Slag bij Łódź: De Duitsers veroveren Łódź. Het front komt tot de volgende zomer ten oosten van de stad tot stilstand.
- 8 - Slag bij de Falklands: De Britse vloot vernietigt de Duitse vloot van Maximilan von Spee bij Port Stanley op de Falklands. Von Spee sneuvelt met veel van zijn manschappen.
- 9 - De Britten verslaan de Ottomanen in de Slag bij Qurna.
- 10 - (Zweden) - De Oostenrijker Robert Bárány krijgt de Nobelprijs voor geneeskunde voor zijn werk betreffende het halfcirkelvormige kanaal in het oor. De prijs voor natuurkunde gaat naar de Duitser Max von Laue voor de ontdekking van interferenties bij röntgenstraling.
- 15 - Ergens in de Lüneburger Heide richten de Duitser het Krijgsgevangenenkamp Soltau in, voor meer dan tienduizend Belgische soldaten.
- 15 - Alle Oostenrijkse troepen zijn uit Servië verdreven - slechts 2 weken na de bezetting van Belgrado.
- 16 - het Ottomaanse Rijk zegt alle verdragen op die het na de Tweede Balkanoorlog is aangegaan.
- 16 - De Duitse marine bombardeert Scarborough, Whitley en Hartlepool.
- 17 - Begin van de Eerste Slag bij Artois, een Franse aanval tegen de Duitsers.
- 17 - In de Verenigde Staten wordt de eerste federale Narcoticawet aangenomen.
- 18 - Onder auspiciën van Koningin Elisabeth en dokter Antoine Depage wordt het militair hospitaal L'Océan in de De Panne geopend
- 18 - Egypte wordt tot protectoraat van het Verenigd Koninkrijk verklaard. Daarmee reageren de Britten op de oproep van de laatste kedive Abbas Hilmi aan de Egyptenaren om de Duits-Turkse kant te kiezen. Abbas Hilmi wordt afgezet en vervangen door zijn oom, Husain Kamil.
- 18 - Het leger van Duits Zuidwest-Afrika valt Laulila in Portugees West-Afrika aan en drijft de verdedigers op de vlucht.
- 20 - Begin van de Eerste Slag in de Champagne, een geallieerde aanval aan het westfront.
- 22 - Slag bij Sarikamish: De Turken starten een tegenaanval in de Kaukasus. De barre omstandigheden van de opmars veroorzaken grote verliezen nog voor het tot een veldslag komt.
- 25 - Volgens sommige bronnen zou er voetbal worden gespeeld, aan het front, tijdens het kerstbestand.
- 29 - Slag bij Sarikamish: De Turken bereiken de Russische troepen in Sarıkamış en vallen de stad aan.

zonder datum
- Het Brits Imperium is het grootste ter wereld.
- (Nederland) - De schilder Leo Gestel levert met zijn serie landschappen en havengezichten van Majorca de meest gave en authentieke Nederlandse bijdrage aan het internationale kubisme.
- Mechels voetbalderby wordt voor de eerste maal in de geschiedenis gefilmd.

## Muziek
- 15 juli - The Memphis Blues van W.C. Handy wordt als eerste bluesnummer op de plaat gezet door de Victor Military Band.
- september - W.C. Handy publiceert de bladmuziek van de St. Louis Blues.
- De Finse componist Jean Sibelius componeert Aallottaret, opus 73

### Premières
- 9 januari: Symfonie nr. 1 van Natanael Berg
- 29 januari: Zes liederen opus 8 van Arnold Schönberg
- 7 februari: het Pianoconcert van Eyvind Alnæs
- 11 februari: het Vioolconcert van Kurt Atterberg
- 16 maart: Dance poem van Frank Bridge
- 27 maart: Slumber song van Arnold Bax en A London Symphony van Ralph Vaughan Williams tijdens hetzelfde concert
- 19 april: Der heilige Berg van Christian Sinding
- 1 juni: Vioolconcert van Hjalmar Borgstrøm
- 14 juni: Jubilæumskantate van Christian Sinding
- 27 juni: enige uitvoering van Østerdalssangen van Johan Halvorsen op tekst van Jacob Breda Bull
- 9 oktober: Drie stukken voor orgel, boek 2 van Frank Bridge
- 5 november: Pianoconcert nr. 1 en een vroege versie van Symfonie nr. 1 van Aarre Merikanto

## Beeldende kunst

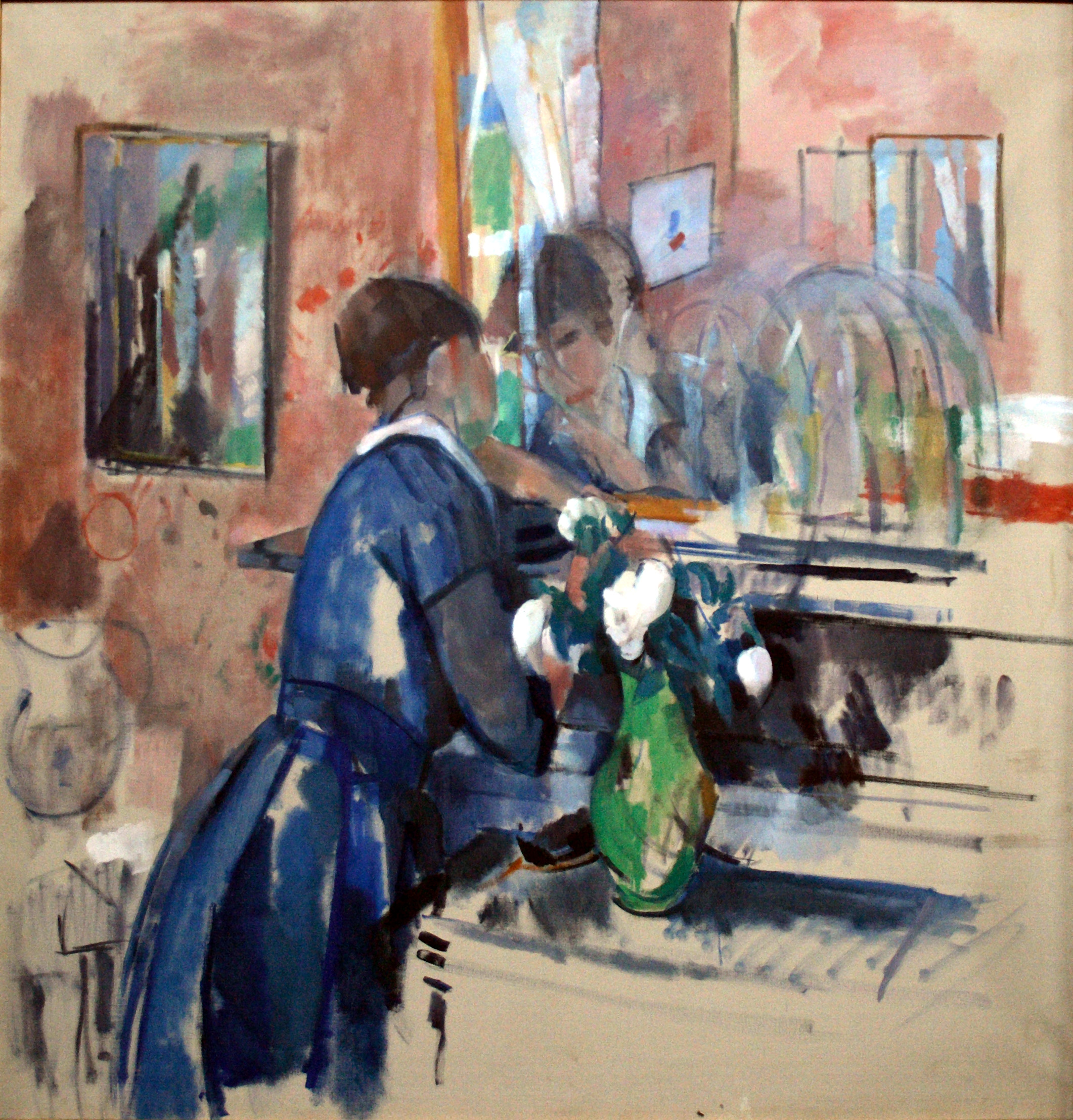
Dame in het blauw voor een spiegel (1914) Rik Wouters
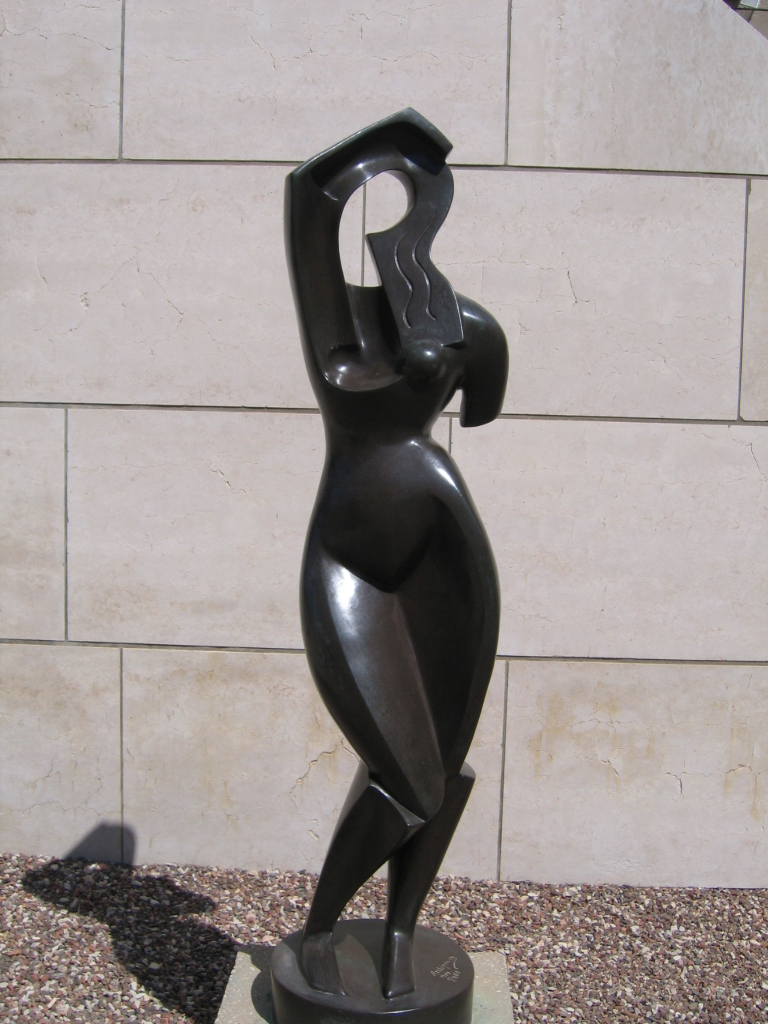
Haarkammende vrouw (1914) Alexander Archipenko, Jeruzalem
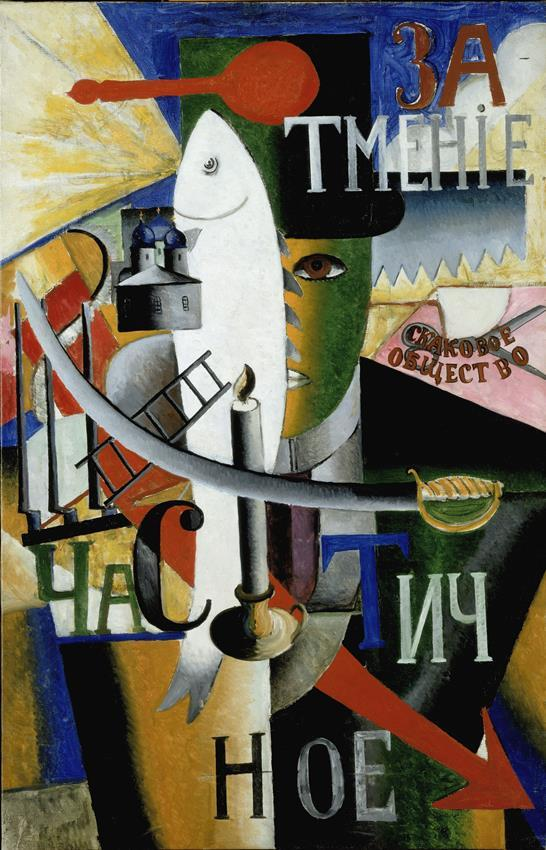
Engelsman in Moskou (1914) Kazimir Malevitsj, Stedelijk Museum, Amsterdam
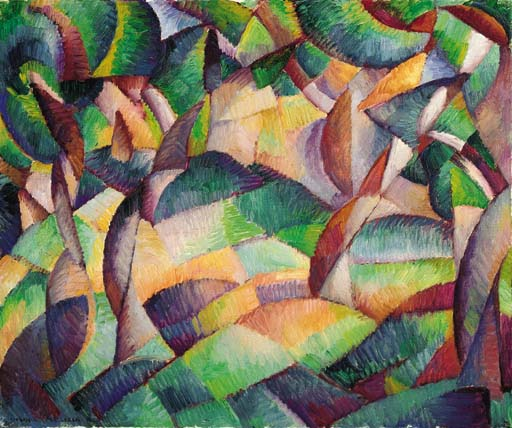
Olijfgaard Mallorca (1914) Leo Gestel

## Bouwkunst

Hoofdstation, Helsinki (1914) Eliel Saarinen
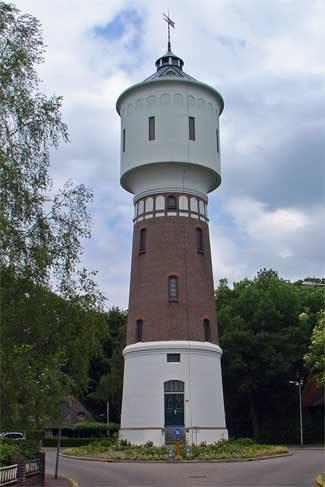
Watertoren (Coevorden) (1914) MABEG

## Geboren

### januari
- 1 - Noor Inayat Khan, Indiaas verzetsstrijdster (overleden 1944)
- 1 - Ben Kahmann, Nederlands musicus en redemptorist (overleden 2002)
- 1 - Ali Tanrıyar, Turks politicus en voetbalbestuurder (overleden 2017)
- 2 - Pirkle Jones, Amerikaans fotograaf (overleden 2009)
- 3 - Martin Friedrich Jehle, Duits pianobouwer (overleden 1982)
- 3 - Jean Louël, Belgisch componist (overleden 2005)
- 8 - Max De Vries, Belgisch communist en verzetsman (overleden 2014)
- 9 - Adolf Urban, Duits voetballer (overleden 1943)
- 10 - Pierre Cogan, Frans wielrenner (overleden 2013)
- 12 - Cornelis Dubbink, Nederlands jurist, president van de Hoge Raad der Nederlanden (overleden 2014)
- 13 - Jijé (= Joseph Gillain), Belgisch striptekenaar (overleden 1980)
- 14 - Emmy Andriesse, Nederlands fotografe (overleden 1953)
- 14 - Dick van Rijn, Nederlands sportverslaggever (overleden 1996)
- 14 - Lucien Van Nuffel, Belgisch atleet, voetballer en voetbalscheidsrechter (overleden 1980)
- 16 - Piet Reimer, Nederlands classicus (overleden 2003)
- 24 - Georges Cravenne, Frans filmproducent (overleden 2009)
- 28 - Arthur Blavier, Belgisch voetbalscheidsrechter (overleden 1991)
- 29 - Francisco Rodrigo, Filipijns politicus en schrijver (overleden 1998)
- 31 - André Ramseyer, Zwitsers beeldhouwer (overleden 2007)

### februari
- 3 - Kees Andrea, Nederlands graficus, kunstenaar, kunstschilder en tekenaar (overleden 2006)
- 3 - Mary Carlisle, Amerikaans actrice en zangeres (overleden 2018)
- 5 - Alan Lloyd Hodgkin, Brits fysioloog en biofysicus (overleden 1998)
- 6 - Bernd Freytag von Loringhoven, Duitse generaal (overleden 2007)
- 6 - Forrest Towns, Amerikaans atleet (overleden 1991)
- 9 - Bruce Metzger, Amerikaans Bijbelwetenschapper (overleden 2007)
- 15 - Toon Effern, Nederlands voetballer (overleden 2005)
- 15 - Aatos Lehtonen, Fins voetballer en voetbalcoach (overleden 2005)
- 17 - Arthur Kennedy, Amerikaans acteur (overleden 1990)
- 17 - René Vietto, Frans wielrenner (overleden 1988)
- 18 - Alphons Gaalman, Nederlands organist, pianist, componist en dirigent (overleden 1986)
- 18 - Sándor Képíró, Hongaars oorlogsmisdaadverdachte (overleden 2011)
- 19 - Perry Grimm, Amerikaans autocoureur (overleden 1971)
- 20 - Angel Nakpil, Filipijns architect (overleden 1980)
- 20 - Hans Pischner, Duits klavecimbelspeler en muziekwetenschapper (overleden 2016)
- 21 - Arnold Denker, Amerikaans schaker (overleden 2005)
- 21 - Louis Roppe, Belgisch jurist, volksvertegenwoordiger en gouverneur (overleden 1982)
- 22 - Renato Dulbecco, Italiaans viroloog (overleden 2012)
- 22 - Karl Otto Götz, Duits kunstschilder (overleden 2017)
- 23 - Theo Middelkamp, Nederlands wielrenner (overleden 2005)

### maart
- 1 - Viljo Heino, Fins atleet (overleden 1998)
- 3 - Jan Bronkhorst, Nederlands voetbalscheidsrechter (overleden 1986)
- 3 - Agaath Doorgeest, Nederlands atlete (overleden 1991)
- 3 - Asger Jorn, Deens kunstschilder (overleden 1973)
- 3 - Klaas Koelstra, Nederlands verzetsstrijder (overleden 1944)
- 6 - Theo van Scheltinga, Nederlands schaker en timmerman (overleden 1994)
- 8 - Jaap Bakema, Nederlands architect (overleden 1981)
- 9 - Pierre Bajart, Belgisch atleet (overleden ?)
- 9 - Claude Carron de la Carrière, Belgisch burgemeester (overleden 1975)
- 10 - Maurits Troostwijk, Nederlands jurist en politicus (overleden 1991)
- 14 - Abdias do Nascimento, Braziliaans politicus (overleden 2011)
- 17 - Juan Carlos Onganía, Argentijns president (overleden 1995)
- 18 - Rik Van den Abbeele, Belgisch televisiepionier en -producer (overleden 2009)
- 20 - Wendell Corey, Amerikaans acteur (overleden 1968)
- 20 - Leo van de Putte, Nederlands hoogleraar (overleden 2012)
- 25 - Daan Kagchelland, Nederlands zeilkampioen (overleden 1998)
- 30 - Richard Kubus, Duits voetballer (overleden 1987)

### april
- 2 - Alec Guinness, Brits acteur (overleden 2000)
- 4 - Nel Roos-Lodder, Nederlands atlete (overleden 1996)
- 7 - Harry van Lent, Nederlands voetbalbestuurder (overleden 1954)
- 7 - Leopold Vermeiren, Vlaams jeugdboekenschrijver (overleden 2005)
- 8 - Hebe Charlotte Kohlbrugge, Nederlands verzetsstrijdster en leek-theologe (overleden 2016)
- 10 - Wim ter Burg, Nederlands componist, kerkmusicus, koordirigent en muziekpedagoog (overleden 1995)
- 10 - Paul Russo, Amerikaans autocoureur (overleden 1976)
- 12 - Gretel Bergmann, Duits-Amerikaans atlete (overleden 2017)
- 12 - Adriaan Blaauw, Nederlands astronoom (overleden 2010)
- 12 - Jan Van Cauwelaert, Belgisch bisschop (overleden 2016)
- 13 - Børge Mogensen, Deens meubelontwerper (overleden 1972)
- 14 - Mia Smelt, Nederlands radiopresentatrice (overleden 2008)
- 17 - Evelyn Furtsch, Amerikaans atlete (overleden 2015)
- 19 - Ugo Poletti, Italiaans kardinaal (overleden 1997)
- 21 - Manfred Lachs, Pools jurist en rechter van het Internationaal Strafhof (overleden 1993)
- 21 - Willem Pluygers, Nederlands krantenuitgever (overleden 2017)
- 22 - Jan de Hartog, Nederlands schrijver (overleden 2002)
- 23 - Jules Bosmans, Belgisch atleet (overleden 2000)
- 24 - Loe de Jong, Nederlands historicus (overleden 2005)
- 24 - Li Zuopeng, Chinees politicus (overleden 2009)
- 26 - Bernard Malamud, Amerikaans schrijver (overleden 1986)
- 27 - Russ Klar, Amerikaans autocoureur (overleden 2005)
- 28 - Michel Mohrt, Frans schrijver en historicus (overleden 2011)
- 29 - Reinhard Kolldehoff, Duits acteur (overleden 1995)
- 29 - Cal Niday, Amerikaans autocoureur (overleden 1988)

### mei
- 1 - Pierino Favalli, Italiaans wielrenner (overleden 1986)
- 1 - G.B.J. Hiltermann, Nederlands journalist en politiek commentator (overleden 2000)
- 1 - Jaap van der Poll, Nederlands atleet (overleden 2010)
- 2 - Frans Hoebens, Nederlands burgemeester (overleden 1977)
- 2 - Robert Nevens, Belgisch atleet (overleden 1988)
- 3 - Martí de Riquer i Morera, Catalaans schrijver en filoloog (overleden 2013)
- 4 - Gerard Coad Smith, Amerikaans diplomaat en onderhandelaar (overleden 1994)
- 7 - Andreas Kupfer, Duits voetballer (overleden 2001)
- 7 - Bud Rose, Amerikaans autocoureur (overleden 1991)
- 10 - Emil Hadač, Tsjechisch botanicus, landschapsecoloog, hoogleraar en auteur (overleden 2003)
- 12 - Bertus Aafjes, Nederlands schrijver en dichter (overleden 1993)
- 13 - Joe Louis, Amerikaans bokser (overleden 1981)
- 13 - Johnnie Wright, Amerikaans country-zanger (overleden 2011)
- 15 - Tenzing Norgay, Nepalees sherpa (overleden 1986)
- 18 - Toulo de Graffenried, Zwitsers autocoureur (overleden 2007)
- 19 - Max Perutz, Oostenrijk-Brits bioloog en Nobelprijswinnaar (overleden 2002)
- 22 - Gunnar Bengtsson, Zweeds auto- en rallycoureur (overleden 1996)
- 22 - Max Kohnstamm, Nederlands historicus en diplomaat (overleden 2010)
- 22 - Puck Oversloot, Nederlands zwemster (overleden 2009)
- 24 - John Braspennincx, Nederlands wielrenner (overleden 2008)
- 24 - Lilli Palmer, Duits actrice (overleden 1986)
- 25 - Yasuo Ikenaka, Japans atleet (overleden 1992)
- 25 - Anita Magsaysay-Ho, Filipijns kunstschilderes (overleden 2012)
- 25 - Wang Shixiang, Chinees kunst- en cultuurwetenschapper en dichter (overleden 2009)
- 26 - Erhard Weiß, Duits schoonspringer (overleden 1957)
- 28 - Sjoerd Leiker, Nederlands journalist, schrijver en dichter (overleden 1988)
- 30 - Bep du Mée, Nederlands atlete (overleden 2002)
- 31 - Akira Ifukube, Japans componist en violist (overleden 2006)

### juni
- 1 - Frits Terwindt, Nederlands politicus (overleden 2008)
- 4 - Shep Houghton, Amerikaans acteur (overleden 2016)
- 11 - Jan Hendrik van den Berg, Nederlands arts-psychiater, hoogleraar en cultuurcriticus (overleden 2012)
- 11 - Hendrikus Berkhof, Nederlands predikant en theoloog (overleden 1995)
- 11 - Wim Poncia, Nederlands acteur (overleden 2000)
- 12 - Go Seigen, Chinees-Japans go-speler (overleden 2014)
- 13 - Jan Roëde, Nederlands kunstenaar, dichter en schrijver (overleden 2007)
- 14 - Gisèle Casadesus, Frans actrice (overleden 2017)
- 15 - Bibeb, Nederlands journaliste (overleden 2010)
- 16 - Judson Linsley Gressitt, Amerikaans entomoloog (overleden 1982)
- 19 - Victor Max de Miranda, Surinaams politicus en bankpresident (overleden 2003)
- 20 - Muazzez İlmiye Çığ, Turks historica (overleden 2024)
- 25 - Paul Delouvrier, Frans bestuurder en stadsontwikkelaar (overleden 1995)
- 26 - Alexander Pola, Nederlands acteur, tekstschrijver en komiek (overleden 1992)
- 26 - Wolfgang Windgassen, Duits operazanger (overleden 1974)
- 27 - Robert Aickman, Engels schrijver (overleden 1981)
- 27 - Helena Benitez, Filipijns senator en universiteitsbestuurder (overleden 2016)
- 27 - Charles Urbanus sr., Nederlands honkballer (overleden 1980)
- 28 - Aribert Heim, Oostenrijks nazi-arts (overleden 1992)

### juli
- 3 - Charles de Bock, Nederlands voetballer en hockeytrainer (overleden 1975)
- 3 - Johan Bodegraven, Nederlands radiopresentator (NCRV) (overleden 1993)
- 3 - Carl Scarborough, Amerikaans autocoureur (overleden 1953)
- 5 - Werner Buchwalder, Zwitsers wielrenner (overleden 1987)
- 7 - Cor de Groot, Nederlands componist, dirigent en pianist (overleden in 1993)
- 7 - Jan Wit, dichter en theoloog, (overleden 1980)
- 13 - Ron Dellow, Brits voetballer en voetbaltrainer in Nederland (overleden 2013)
- 13 - Theo Gijsen, Nederlands burgemeester (overleden 1997)
- 14 - Béatrix Beck, Belgisch-Frans schrijfster (overleden 2008)
- 14 - Kenneth Bancroft Clark, Amerikaans psycholoog en activist voor rassenintegratie (overleden 2005)
- 14 - Wim Hora Adema, Nederlands journaliste en feministe (overleden 1998)
- 15 - Cees Bantzinger, Nederlands beeldend kunstenaar (overleden 1985)
- 17 - James Purdy, Amerikaans schrijver (overleden 2009)
- 18 - Gino Bartali, Italiaans wielrenner (overleden 2000)
- 18 - Jo Cals, Nederlands minister-president (overleden 1971)
- 19 - Greta Brouwers, Nederlands zwemster (overleden 2001)
- 22 - Hortensia Bussi, Chileens presidentsvrouw, echtgenote van Salvador Allende (overleden 2009)
- 22 - Peter Kellenbach, Nederlands pianist en componist (overleden 2007)
- 23 - Alice Arden, Amerikaans atlete (overleden 2012)
- 23 - Reidar Kvammen, Noors voetballer en voetbaltrainer (overleden 1998)
- 23 - Atie Ridder-Visser, Nederlands verzetsstrijdster (overleden 2014)
- 24 - Wim Bijmoer, Nederlands illustrator (overleden 2000)
- 24 - Frances Oldham Kelsey, Amerikaans farmacoloog (overleden 2015)
- 25 - Woody Strode, Amerikaans filmacteur (overleden 1994)
- 29 - Marcel Bich, Itaiaans-Frans ondernemer, medeoprichter van BIC (overleden 1994)
- 29 - Irwin Corey, Amerikaans komiek en acteur (overleden 2017)
- 31 - Isolde Ahlgrimm, Oostenrijks klaveciniste (overleden 1995)
- 31 - Louis de Funès, Frans acteur en komiek (overleden 1983)

### augustus
- 1 - Ru Clevering, Nederlands bestuurder (overleden 2013)
- 1 - J. Lee Thompson, Brits filmregisseur (overleden 2002)
- 3 - Ke Riema, Belgisch tekstschrijfster (overleden 2013)
- 6 - Jaak Broekx, Belgisch eeuweling en oudste levende man van België (overleden 2023)
- 9 - Tove Jansson, Fins auteur (overleden 2001)
- 9 - Joe Mercer, Engels voetballer en voetbalcoach (overleden 1990)
- 9 - Ali de Vries, Nederlands atlete (overleden 2007)
- 13 - Gudrun Genest, Duits actrice (overleden 2013)
- 13 - Luis Mariano, Spaans (Baskisch) zanger (overleden 1970)
- 14 - Dieter Arend, Duits roeier (overlijdensdatum onbekend)
- 14 - Poul Hartling, Deens politicus en diplomaat; premier 1973-1975 (overleden 2000)
- 17 - Franklin Delano Roosevelt jr., Amerikaans politicus (overleden 1988)
- 22 - Hans van Swol, Nederlands tennisser en arts (overleden 2010)
- 24 - Rolf Holmberg, Noors voetballer (overleden 1979)
- 24 - Rudie van Lier, Surinaams wetenschapper en schrijver (overleden 1987)
- 26 - Julio Cortázar, Argentijns schrijver (overleden 1984)
- 26 - Reinold Kuipers, Nederlands dichter en uitgever (overleden 2005)
- 27 - Josep Escolà, Spaans voetballer (overleden 1998)
- 27 - Heidi Kabel, Duits actrice en volkszangeres (overleden 2010)
- 30 - Sydney Wooderson, Brits atleet (overleden 2006)
- 31 - Herman Lodewijk Breen, Nederlands burgemeester (overleden 1994)

### september
- 4 - Johannes Petrus Lijding, Nederlands verzetsstrijder (overleden 1945)
- 5 - Nicanor Parra, Chileens wiskundige en dichter (overleden 2018)
- 7 - James Van Allen, Amerikaans natuurkundige (overleden 2006)
- 8 - Dimitrios I, patriarch van Constantinopel (overleden 1991)
- 10 - Terence O'Neill, Noord-Iers politicus (overleden 1990)
- 10 - Robert Wise, Amerikaans regisseur en producent (overleden 2005)
- 11 - Henryk Tomaszewski, Pools affiche- en posterkunstenaar (overleden 2005)
- 11 - Pavle van Belgrado, Servisch geestelijke, primaat van de Servisch-orthodoxe kerk (overleden 2009)
- 13 - Hendrik Leendert Starre, Nederlands kunstschilder (overleden 2016)
- 14 - Gopaldas Premchand Sippy, Indiaas filmproducent en regisseur (overleden 2007)
- 15  - Leo Leroy Beranek, Amerikaans ingenieur, expert in de akoestiek (overleden 2016)
- 15 - Jens Otto Krag, Deens politicus (overleden 1978)
- 16 - Josef Peters, Duits autocoureur (overleden 2001)
- 17 - Jack Wilson, Brits roeier (overleden 1997)
- 20 - Francis Steinmetz, Nederlands militair (overleden 2006)

### oktober
- 6 - Lina Flor, Filipijns schrijfster (overleden 1976)
- 8 - Jan Wilmans, Nederlands politicus (overleden 2005)
- 10 - Ivory Joe Hunter, Amerikaans singer-songwriter en pianist (overleden 1974)
- 10 - Wils Huisman, Nederlands vertaalster van Russische literatuur (overleden 1979)
- 11 - Reuben Fine, Amerikaans schaker (overleden 1993)
- 14 - Raymond Davis jr., Amerikaans natuur- en scheikundige (overleden 2006)
- 14 - Jacob Tol, Nederlands priester (overleden 2006)
- 16 - Hans Bourquin, Zwitsers stuurman bij het roeien (overleden 1998)
- 16 - Herman Teunissen, Nederlands arts en entomoloog (overleden 1992)
- 16 - Joel Thorne, Amerikaans autocoureur (overleden 1955)
- 19 - Juanita Moore, Amerikaans actrice (overleden 2014)
- 20 - R.H. Bing, Amerikaans wiskundige (overleden 1986)
- 21 - Hein Sinken, Duits beeldhouwer (overleden 1987)
- 24 - Charles Anderson, Amerikaans ruiter (overleden 1993)
- 25 - Piet Jong, hoofdcommissaris van Amsterdam (overleden 2010)
- 26 - Adriaan de Groot, Nederlands psycholoog (overleden 2006)
- 27 - Dylan Thomas, Brits dichter (overleden 1953)
- 28 - Bertus Brandsen, Nederlands politicus en vakbondsbestuurder (overleden 2001)
- 28 - Jonas Salk, Amerikaans arts en vervaardiger van het eerste vaccin tegen polio (overleden 1995)
- 28 - Richard L.M. Synge, Brits biochemicus en Nobelprijswinnaar (overleden 1994)
- 31 - Cyrille De Vuyst, Belgisch atleet (overleden 2000)

### november
- 5 - Arno Nicolaï, Nederlands architect en stedenbouwkundige (overleden 2001)
- 5 - Jan van der Waart, Nederlands componist, dirigent en muziektherapeut (overleden 1992)
- 7 - Jesus Villamor, Filipijns gevechtspiloot en oorlogsheld (overleden 1971)
- 8 - Norman Lloyd, Amerikaans acteur (overleden 2021)
- 9 - Thomas Berry, Amerikaans theoloog en cultuurhistoricus (overleden 2009)
- 9 - Hedy Lamarr, Oostenrijks-Amerikaans actrice en uitvindster (overleden 2000)
- 10 - Edmund Conen, Duits voetballer en trainer (overleden 1990)
- 12 - Josef Ferdinand Arens, Nederlands scheikundige (overleden 2001)
- 12 - Edward Schillebeeckx, Belgisch theoloog (overleden 2009)
- 12 - Peter Whitehead, Brits autocoureur (overleden 1958)
- 13 - Amelia Bence, Argentijns actrice (overleden 2016)
- 13 - Jan Hundling, Nederlands acteur (overleden 2003)
- 14 - Florrie Rost van Tonningen-Heubel, Nederlands nationaalsocialiste (overleden 2007)
- 15 - Philemon De Meersman, Belgisch wielrenner (overleden 2005)
- 24 - Hilde Bussmann, Duits tafeltennisster (overleden 1988)
- 24 - Elise Hoomans, Nederlands actrice (overleden 1991)
- 25 - Jose Ramos, Filipijns generaal (overleden ?)
- 25 - Riek Wesseling, Nederlands tekenares (overleden 1995)
- 26 - Charles Breijer, Nederlands cineast, fotograaf en verzetsstrijder (overleden 2011)
- 29 - Coleridge Goode, Jamaicaans-Brits jazzcontrabassist (overleden 2015)
- 30 - Albert Embrechts, Belgisch kunstschilder (overleden 1997)

### december
- 2 - Ray Walston, Amerikaans acteur (overleden 2001)
- 3 - Kaisa Parviainen, Fins atlete (overleden 2002)
- 6 - Willard Cantrell, Amerikaans autocoureur (overleden 1986)
- 8 - Ernst Hermanns, Duits beeldhouwer (overleden 2000)
- 9 - Fred Bachrach, Nederlands literatuur- en kunsthistoricus (overleden 2009)
- 10 - Dorothy Lamour, Amerikaans actrice en zangeres (overleden 1996)
- 13 - Isaac Julius Tamaëla, Zuid-Moluks leider (overleden 1978)
- 16 - Stans Scheffer, Nederlands zwemmer (overleden 1982)
- 18 - František Fadrhonc, Tsjecho-Slowaaks voetbaltrainer (overleden 1981)
- 20 - Richard Menapace, Oostenrijks wielrenner (overleden 2000)
- 24 - Herbert Reinecker, Duits journalist en (scenario)schrijver (o.a. Derrick) (overleden 2007)
- 24 - Donald Rose, Brits oorlogsveteraan (overleden 2025)
- 24 - Guus Verstraete, Nederlands acteur en regisseur (overleden 1994)
- 26 - C.C.S. Crone, Nederlands schrijver (overleden 1951)
- 26 - Richard Widmark, Amerikaans acteur (overleden 2008)
- 27 - Henricus Joannes Witkam, Nederlands repetitor (overleden 1982)

### datum onbekend
- Antun Maqdisi (1914 of 1915), Syrisch politiek filosoof (overleden 2005)

## Overleden
januari
- 11 - Pieter Willem Steenkamp (73), Nederlands militair, brandweercommandant en politiefunctionaris
- 15 - Waling Dykstra (92), Fries schrijver
- 18 - Georges Picquart (59), Frans legerofficier en oorlogsminister
- 22 - Mariano Trias (45), Filipijns revolutionair generaal
- 28 - Mogens Ballin (42), Deens kunstschilder

februari
- 4 - Fred Lorz (29), Amerikaans atleet
- 6 - Albert Neuhuys (69), Nederlands kunstschilder
- 10 - Bart van Hove (63), Nederlands beeldhouwer en hoogleraar
- 25 - John Tenniel (93), Engels illustrator en politiek tekenaar

maart
- 1 - Tor Aulin (45), Zweeds componist, dirigent, violist
- 1 - Edwin Houston (66), Amerikaans elektrotechnicus en uitvinder
- 12 - George Westinghouse (67), Amerikaans ondernemer en ingenieur
- 16 - Edward Singleton Holden (67), Amerikaans astronoom
- 23 - Rafqa (ook: Boutrossieh Ar-Rayes) (82), Libanees maronitische heilige
- 25 - Frédéric Mistral (83), Frans dichter
- 27 - Johann Wilhelm Hittorf (90), Duits natuurkundige
- 30 - Enrique Mendiola (54), Filipijns pedagoog

april
- 14 - Piet van Nek sr. (28), Nederlands wielrenner
- 19 - Morton Betts (66), Engels voetballer en cricketspeler
- 23 - Edward Robert Hughes (64), Engels kunstschilder

mei
- 9 - Paul Héroult (51), Frans wetenschapper en uitvinder
- 27 - Joseph Swan (85), Engels schei-, natuurkundige en uitvinder

juni
- 10 - Ödön Lechner (69), Hongaars architect
- 15 - Lodewijk Thomson (45), Nederlands militair en politicus
- 28 - Frans Ferdinand van Oostenrijk-Este (50), troonopvolger van Oostenrijk-Hongarije en zijn vrouw Sophie Chotek (46), na moordaanslag door Servisch nationalist Gavrilo Princip

juli
- 22 - Eli Heimans (53), Nederlands natuurbeschermer en onderwijzer
- 23 - Charlotte Forten Grimké (76), Amerikaanse abolitionist, onderwijzeres en dichteres
- 31 - Jean Jaurès (54), Frans politicus

augustus
- 19 - Alphonse Six (24), Belgisch voetballer
- 20 - Paus Pius X (79), paus van 1903 tot 1914
- 28 - Anatoli Ljadov (59), Russisch componist
- 29 - Rudolf Ahorn (24), Duits voetballer

september
- 4 - Karl Franz (22), Duits voetballer
- 10 - Johannes Isaak de Rochemont (80), militair in het KNIL en adjudant van gouverneur-generaal Loudon
- 15 - Koos de la Rey (66), Zuid-Afrikaans generaal
- 25 - Theodore Nicholas Gill (77), Amerikaans ichtylogist, mammalogist, malacologist en bibliothecaris
- 26 - August Macke (27), Duits schilder
- 29 - Jean Bouin (25), Frans atleet

oktober
- 10 - Carol I van Roemenië (75), koning van Roemenië

november
- 1 - Christopher Cradock (52), Brits admiraal
- 14 - André Devaere (24), Belgisch pianist en componist
- 24 - Lodewijk De Raet (44), Belgisch econoom en politicus

december
- 6 - Eduard Jacobs (46), Nederlands cabaretier
- 12 - Bernard Blommers (69), Nederlands schilder en etser
- 16 - Ivan Zajc (82), Kroatisch componist, muziekpedagoog en dirigent

## Weerextremen in België
- maart: Maart met hoogste gemiddelde windsnelheid: 5,1 m/s (normaal 4 m/s).
- 14 juni: 106 mm neerslag in 3 uur in Langemark, nabij Ieper.
- 23 juni: Om 18 h 45 trekt tornado over Huy zonder schade.
- 8 september: Tussen 10 augustus en 8 september valt slechts 7,0 mm regen in Ukkel.

Bron: KMI Gegevens Ukkel 1901-2003  met aanvullingen 

## Uitgestorven
- De trekduif Ectopistes migratorius in Cincinnati Zoo and Botanical Garden.